# Ángeles Flórez Peón
Pour les articles homonymes, voir Florez et Peón.
Ángeles Flórez Peón, connue également sous le surnom de Maricuela, née le 17 novembre 1918 à San Martín del Rey Aurelio (Asturies) et morte le 23 mai 2024 à Gijón (Asturies), est une infirmière, femme politique et écrivaine républicaine espagnole, engagée pour les droits des femmes en Espagne.
Morte centenaire et réputée dernière milicienne de la guerre d'Espagne, exilée en France sous le franquisme, elle est considérée comme l'un des grands témoins de l'histoire contemporaine européenne.

## Biographie

### Famille
Ángeles Flórez Peón naît dans les Asturies à Blimea, dans la commune de San Martín del Rey Aurelio.
Issue d'une famille dont les parents sont séparés, elle commence à travailler à l'âge de neuf ans en tant que femme de ménage. À l'âge de seize ans, elle perd son frère aîné Antonio, assassiné avec 23 camarades (épisode des Martyrs de Carbayín), lors de la répression qui suit la Révolution de 1934, ce qui l'encourage à adhérer aux Jeunesses socialistes en 1936.

### Guerre d'Espagne
Après le soulèvement nationaliste de 1936, Ángeles Flórez Peón devient milicienne dans les rangs républicains, avec sa sœur Argentina.
Elle est également infirmière dans un hôpital de campagne à Gijón. Elle se fait appeler Maricuela, du nom de la protagoniste de la pièce de théâtre ¡Arriba los pobres del mundo! de Jacinto Sánchez publiée en 1934 : elle interprète ce rôle à l'âge de 17 ans, lorsqu'éclate la Guerre d'Espagne.

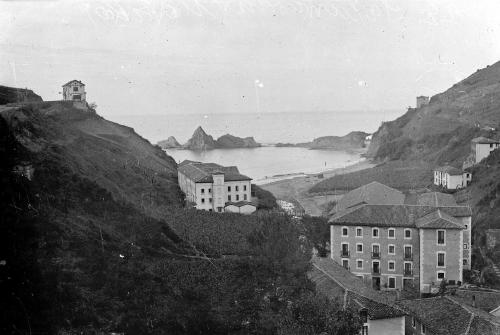
Vue de la prison pour femmes de Saturraran, où Ángeles Flórez Peón est incarcérée de 1938 à 1941.

Elle est arrêtée en octobre 1937 et condamnée à 15 ans de réclusion. En mai 1938, elle est déplacée à la prison de Saturraran dans la Guipuscoa, au Pays basque. Elle en sort en août 1941.
Elle vit pendant un moment à Barakaldo, où réside l'une de ses sœurs, puis emménage plus tard à Oviedo où elle travaille dans une pharmacie.

### Dictature franquiste et exil
En 1946, Ángeles Flórez Peón épouse Graciano Rozada Vallina (1913-2003), ancien capitaine de l'Armée populaire de la République espagnole, qui participe à la réorganisation du PSOE et de l'UGT dans les Asturies. Mais le couple, menacé par la Terreur blanche, doit s'exiler en France en août 1947.
Son implication politique reste importante dans l'exil républicain et elle participe activement au 6e Congrès du PSOE de 1958.
Elle tente de revenir en l'Espagne en 1960 pour voir sa famille, mais est arrêtée à la frontière. Elle et son mari s'installent dans la localité de Saint-Éloy-les-Mines, dans le Puy-de-Dôme.

### Espagne démocratique
Ángeles Flórez Peón revient définitivement dans les Asturies en 2004, un an après la mort de son mari, et s'établit à Gijón. Début 2013, elle y rejoint les Jeunesses socialistes des Asturies (JSA), dont elle devient présidente.
En 2014, à 95 ans, elle commence à partager ses idées et opinions politiques en utilisant le réseau social Facebook ainsi que YouTube. Elle y popularise ses luttes et ses combats auprès des jeunes générations, notamment le droit de l'avortement. En parallèle, elle publie ses mémoires.
À partir de 2015, elle est présidente d'honneur des Jeunesses socialistes des Asturies.
Plus que centenaire, elle figure symboliquement en dernière position sur les listes de la Fédération socialiste asturienne lors des élections à la Junte générale de la principauté des Asturies de 2019 et de 2023,.
Elle est considérée comme l'un des derniers grands témoins, de la guerre d'Espagne et présentée en 2023 comme la dernière milicienne vivante,,.

### Décès à l'âge de 105 ans
Ángeles Flórez Peón décède le 23 mai 2024 à Gijón dans les Asturies à l'âge de 105 ans. La cérémonie a lieu le 25 mai 2024 au funérarium de Gijón-Cabueñes.

## Distinctions
En octobre 2016, le Club de las 25 lui rend hommage avec un prix dédié à « sa défense de la liberté et de la démocratie », qu'elle reçoit des mains de la directrice du Diario 16, la journaliste Cristina Fallarás. Ce prix a été décerné cette année-là à d'autres grandes personnalités féminines d'Espagne, comme la journaliste Pepa Bueno ou l'écrivaine Almudena Grandes.

## Ouvrages
- Memorias de Ángeles Flórez Peón : Maricuela, Oviedo, Fundación José Barreiro, 2009, 335 p..
- Las sorpresas de Maricuela, Gijón, Ediciones Trea, 2013, 104 p. (ISBN 9788497047104).